# Sibylle Wallum
Sibylle Wallum (* 1979) ist eine deutsche Kostümbildnerin.

## Leben und Werk
Sibylle Wallum studierte Bühnen- und Kostümbild am Central Saint Martins College of Art and Design in London. Nach dem Studium assistierte sie Frida Parmeggiani unter anderem am Théâtre du Châtelet in Paris. Von 2011 bis 2013 war sie feste Kostümassistentin am Thalia Theater Hamburg.
Im Anschluss entstanden eigene Arbeiten als freischaffende Kostümbildnerin mit Regisseuren wie Jette Steckel, Anna Bergmann, David Hermann und Jan Philipp Glogger.
Eine langjährige Zusammenarbeit verbindet sie mit der Regisseurin Anne Lenk, für deren Inszenierungen sie regelmäßig Kostüme entwirft. Arbeiten wie Der Menschenfeind und Maria Stuart (beide Deutsches Theater Berlin) wurden zum Theatertreffen im Jahr 2020 und 2021 eingeladen.
Zudem arbeitete sie unter anderem für das Staatsschauspiel Dresden, das Residenztheater München, das Stadttheater Bern, das Musiktheater Kopenhagen, das Southwark Playhouse London sowie kontinuierlich für das Internationale Sommerfestival Kampnagel in Hamburg.

## Auszeichnungen
„Kostümbildnerin des Jahres 2021“ in der Kritikerumfrage der Zeitschrift Theater heute für das Kostümbild von Maria Stuart in der Regie von Anne Lenk